# Bubble Tea

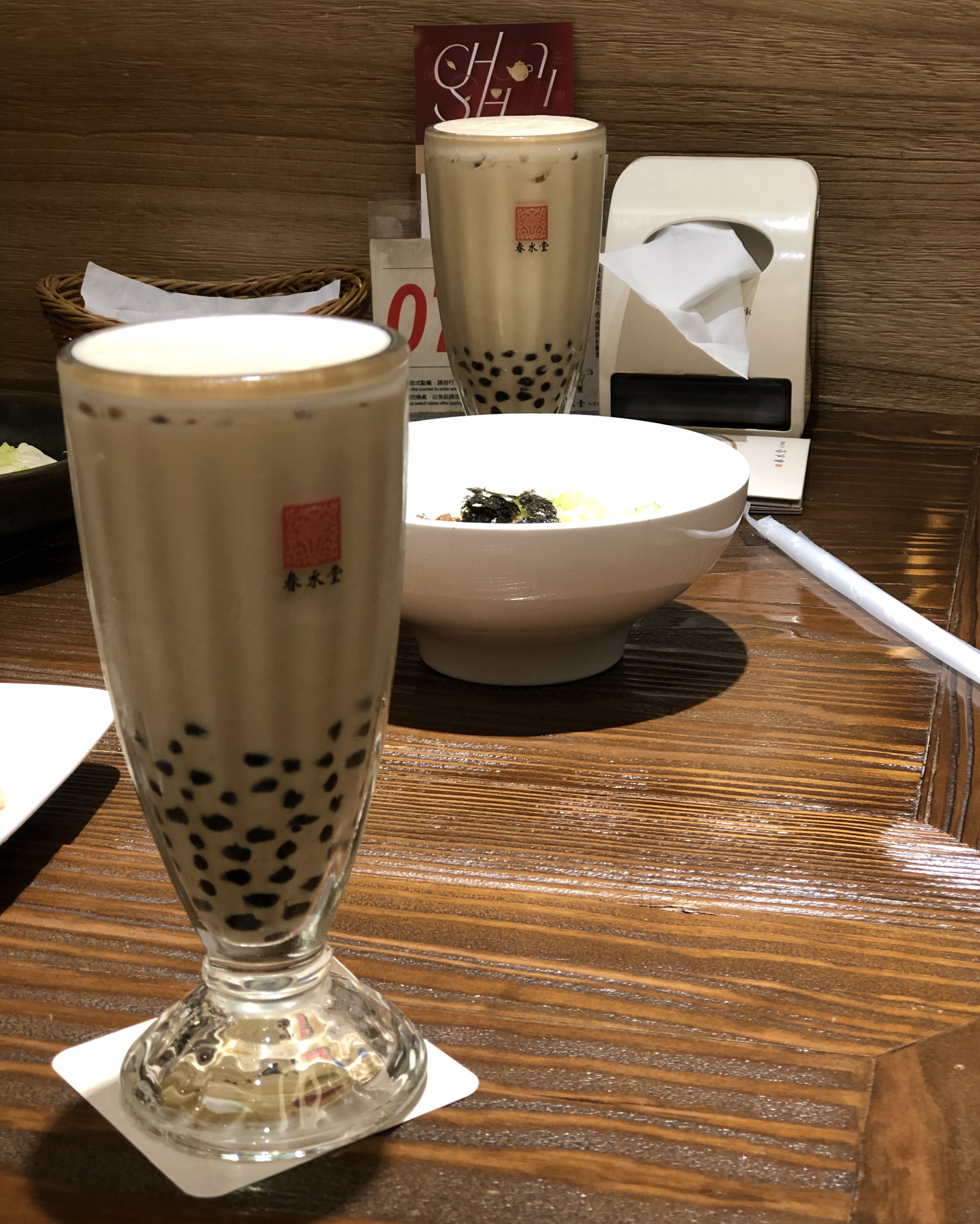
Bubble Tea nach Rezept von 1987

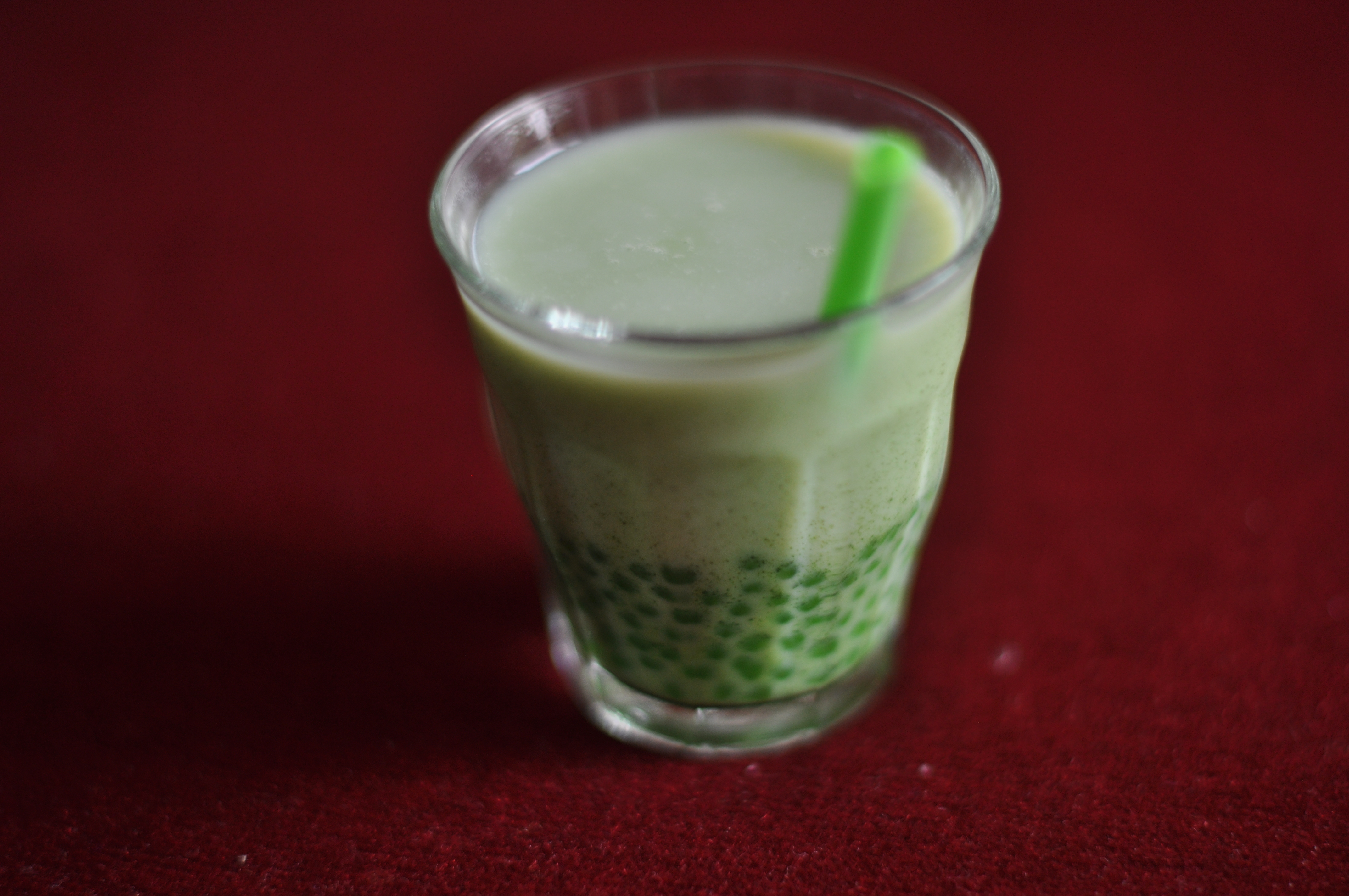
Matcha Bubble Tea (抹茶珍珠奶茶)

Bubble Tea, international auch bekannt unter dem Namen Pearl Milk Tea oder Boba Tea, ist ein Getränk der taiwanischen Küche auf der Basis von meist gesüßtem grünem oder schwarzem Tee, das häufig Milch und Sirup oder Honig enthält und oft als Eistee serviert wird. Die Besonderheit von Bubble Tea, der mit Trinkhalm getrunken wird, besteht in zugesetzten Kügelchen aus Tapioka oder einer anderen Speisestärke bzw. den Popping Bobas, farbigen Kügelchen aus Alginat mit einer flüssigen Füllung, die beim Zerbeißen platzen.

## Geschichte und Verbreitung
Anfang der 1980er Jahre begann die taiwanische Teehaus-Kette Chun Shui Tang (春水堂人文茶館, kurz 春水堂) erstmals im Sommer kalten Tee anzubieten, der mit Kondensmilch und Sirup oder Honig schaumig geschlagen war. Bubble Tea wurde erfunden, als 1987 Tapiokaperlen hinzukamen. Zwei Teehäuser beanspruchen die Urheberschaft für diese Innovation. Bubble Tea wurde bald auch von Straßenverkäufern an Schulkinder verkauft.
In den 1990er Jahren verbreitete sich Bubble Tea in Asien und in Kalifornien, anschließend auch in den ganzen Vereinigten Staaten. In der Republik China (Taiwan) und auch in der Volksrepublik China sowie Südostasien, den USA und Australien gibt es Teehaus-Ketten, die sich auf Bubble Tea in den unterschiedlichsten Varianten spezialisiert haben.
2009 wurde Bubble Tea erstmals in Deutschland angeboten. 2010 folgten Läden in Österreich und 2012 in der Schweiz.
In den Innenstädten in Deutschland und Österreich stieg bis 2012 die Anzahl der Bubble-Tea-Cafés zunehmend an. Konzept und Einrichtung sind ähnlich, letztere ist oft in Orange und Grün gestaltet. Sie werden teilweise als Franchising betrieben.
2012 verkaufte auch McDonald’s Bubble Tea in seinen Filialen in Deutschland und Österreich.
2013 war die Anzahl an Verkaufsstellen in Deutschland rückläufig, da Wissenschaftler der RWTH Aachen eine Warnung zu erhöhtem Krebsrisiko bei Bubblekonsum veröffentlichten. Das wurde ein Jahr später von Sachverständigen des Verbraucherschutzministeriums Nordrhein-Westfalen und des Chemischen und Veterinäruntersuchungsamts Karlsruhe widerlegt.
Ab 2019 stieg die Anzahl an Verkaufsstellen in Deutschland wieder.

## Etymologie
Der Begriff Bubble Tea (wörtlich (Luft-)Blasentee, sachlich korrekt Bläschentee oder Perlentee) ist die englische Übersetzung eines chinesischen Wortes, das allgemein für eine bestimmte Art der Zubereitung von Teegetränken verwendet wird, bei der verschiedene Bestandteile wie Tee, Zucker, Milch und Eis gemischt werden in der Art eines Shakes, sodass sich auf der Oberfläche des Getränks Schaum bildet. Es gibt schwarzen oder grünen Schaumtee. Das Getränk, das außerhalb Taiwans und Chinas jetzt als Bubble Tea bezeichnet wird, heißt auf Chinesisch eigentlich „Perlen-Milchtee“ (珍珠奶茶,  zhēnzhū nǎichá) aufgrund der zugefügten Kügelchen. Bubble Tea enthielt also ursprünglich keine flüssigkeitsgefüllten Kugeln, sondern zunächst nur Milch und später auch Stärkekügelchen aus Tapioka. Im asiatischen Raum heißen die Perlen auch Boba (pearls).

## Geschmacksrichtungen
Mittlerweile gibt es das Getränk in zahlreichen Geschmacksrichtungen, in Taiwan werden häufig süße Kondensmilch und Honig hinzugefügt. Die traditionellen Tapiokakugeln werden etwa 25 Minuten lang gekocht, bis sie eine kaugummiähnliche Konsistenz haben. Da die Stärke geschmacklos ist, werden die fertigen Kügelchen in eine Zuckerlösung getaucht. Sie werden dann mit dem Strohhalm aufgesaugt. In neueren Varianten von Bubble Tea werden Popping Bobas zugefügt, Gelee-Kügelchen aus Alginat (Algenstärke) mit einer Füllung aus aromatisiertem Zuckersirup.
Meistens wird Bubble Tea mit Eis kalt serviert, es gibt aber auch warme Varianten und seit einiger Zeit auch einen Bubble Coffee.
Obwohl der Bubble Tea aus Taiwan stammt, werden weitere Bubble-Tea-Mixturen immer beliebter. Dabei kommen Inspirationen für die unterschiedlichsten Geschmacksrichtungen aus verschiedensten Küchen. Zum Beispiel Hibiskusblumen aus der mexikanischen Küche; Safran, Kardamom und Kondensmilch für indischen Bubble Tea; und Rosenwasser für Bubble Tea mit persischem Geschmack.
Bisweilen wird Nata de coco in massengefertigten Bubble-Tea-Getränken als eine gesündere Alternative zu Tapioka-Stärke verwendet. Das Nata de Coco wird dabei in dünne Streifen geschnitten, damit es besser durch den Strohhalm passt.
Milch für Bubble Tea ist auf Wunsch erhältlich und wird in vielen Geschäften angeboten. Manche Gastronomien verwenden einen Milchersatz, da viele Ostasiaten laktoseintolerant sind und auch weil es günstiger ist und einfacher gelagert werden kann als Frischmilch. In westlichen Ländern sind Sojamilch-Versionen weit verbreitet. Diese gibt den Bubble Teas einen charakteristischen Geschmack und eine spezielle Konsistenz.

## Design der Perlen
Die Perlen, die aus Gel(= Gelee)-Hülle plus flüssigem Inhalt bestehen, sind typisch kugelrund, bei einem Durchmesser von 5–8 mm. Deshalb haben Trinkhalme für Bubble Tea, in Österreich mittlerweile aus Papier, typisch 12 mm Durchmesser.

## Gesundheitliche Aspekte
Bubble Tea wird von Ernährungsexperten wegen seines hohen Zuckergehalts kritisiert, der etwa dem von Softdrinks entspricht. Laut Stiftung Warentest enthielten diverse Bubble-Tea-Getränke etwa gleich viel Zucker und Koffein wie der Softdrink Cola. Des Weiteren wurden in allen getesteten Produkten Azofarbstoffe und künstliche Aromen in jeweils erlaubtem Umfang festgestellt. Der Energiegehalt von Bubble Tea ist je nach Zuckergehalt und Zubereitungsart unterschiedlich. Kinderärzte warnen davor, dass sich Kleinkinder an den im Durchmesser 5 bis 8 Millimeter kleinen Perlen verschlucken und dadurch ersticken könnten, und fordern entsprechende Warnhinweise auf den Bechern.
Wissenschaftler vom Institut für Hygiene und Umweltmedizin der RWTH Aachen behaupteten gegenüber Journalisten der Rheinischen Post im Jahr 2012, in Bubble Tea gesundheitsgefährdende krebserregende Chemikalien gefunden zu haben. Ein entsprechender Artikel führte zu einem breiten Medienecho in Deutschland. Das Verbraucherschutzministerium Nordrhein-Westfalen ließ daraufhin 84 Proben untersuchen. Alle waren frei von Giftstoffen. Die Markenhersteller Possmei und Tea One gaben Analysen bei unabhängigen Instituten in Auftrag, bei denen ebenfalls keine Giftstoffe gefunden wurden.
Der für die Analyse des Aachener Instituts zuständige Wissenschaftler Manfred Möller, der in Medien mit der Aussage zitiert worden war, in Bubble Tea befinde sich „jede Menge Dreck“, behauptete 2013, dass nie Aussagen über eine mögliche Gesundheitsgefährdung getroffen worden seien und es sich bei der Analyse nur um einen Test eines neuartigen Messgeräts gehandelt habe. Er bedauerte die Medienberichte, die einer „Verleumdungskampagne“ gleichgekommen seien. Betroffene Unternehmer sehen jedoch die Wissenschaftler, die von sich aus die Presse über ihr Messergebnis informiert hatten, in der Verantwortung und fordern Schadensersatz.

## Trivia
Am 29. Januar 2023 ehrte Google das Getränk anlässlich eines Emoji-Jubiläums mit einem interaktiven Doodle.